# Bothus pantherinus
Cá bơn báo (Bothus pantherinus) là một cá thân bẹt tìm thấy tại Thái Bình Dương và Ấn Độ Dương.

## Phạm vi
Bothus pantherinus được tìm thấy trong Biển Đỏ và vịnh Ba Tư đến Nam Phi, xa về phía đông như nam Úc và Nhật Bản.

## Môi trường sống

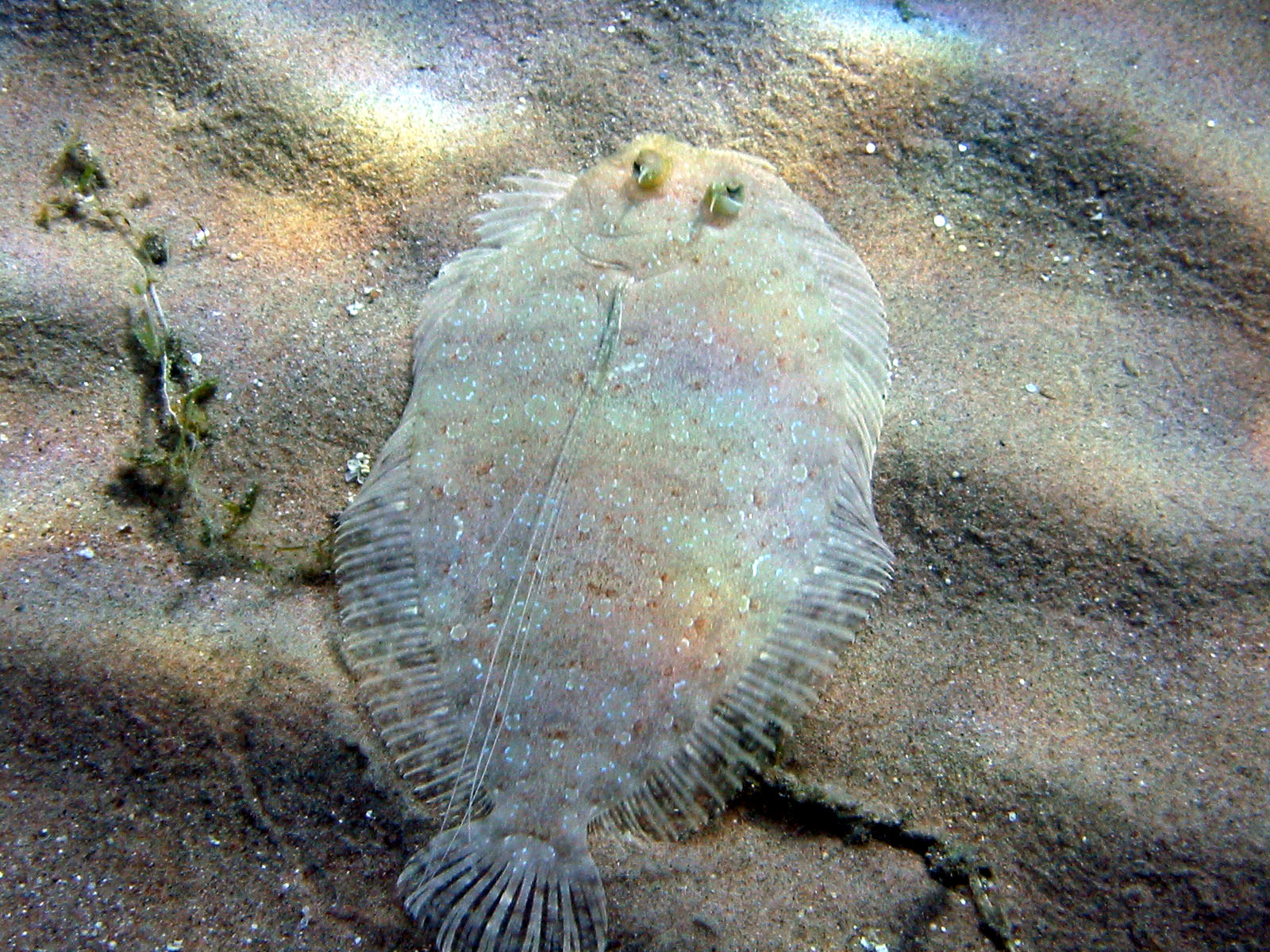
Cá bơn báo

Cá bơn báo là một loài sinh vật đáy sống ở đáy biển. Nó sinh sống ở đáy cát hoặc bùn. Nó thường được chôn vùi mình một phần trong hoặc trên cát, vịnh và các rạn san hô, ở độ sâu 3–150 m (9,8–490 ft).